# اوتسوکا هیرونوری
اوتسوکا هیرونوری (大塚 博紀 Ōtsuka Hironori, June 1, 1892 – ۲۹ ژانویه ۱۹۸۲)[a] یک استاد بزرگ، کاراته، در سبک وادوریو می‌باشد. او اولین استاد بزرگ وادوریو کاراته بود و بالاترین جوایز را در ژاپن بخاطر تلاش‌هایش در کاراته دریافت کرد.

## اوایل زندگی
اوتسوکا در ۱ ژوئن ۱۸۹۲ در شهر شیمودیت، ایباراکی، ژاپن به دنیا آمد. او یکی از چهار فرزند توکوجیرو اوتسوکا، پزشک بود. در سن ۵ سالگی آموزش هنر رزمی جوجوتسو را زیر نظر عموی بزرگش چوجیرو اباشی (که یک سامورایی بود) آغاز کرد. پدر اوتسوکا آموزش هنرهای رزمی او را در سال ۱۸۹۷ به عهده گرفت. در ۱۳ سالگی، اوتسوکا شاگرد شینزابورو ناکایاما در شیندو یوشین-ریو جوجوتسو شد.
در سال ۱۹۱۱، اوتسوکا در حین تحصیل در رشته مدیریت بازرگانی در دانشگاه واسدا در توکیو، در مدارس مختلف جوجوتسو در این منطقه آموزش دید. پیش از اتمام تحصیل، پدرش فوت کرد و او نتوانست به تحصیل ادامه دهد. او به عنوان کارمند در بانک کاواساکی شروع به کار کرد. اگرچه او آرزو داشت یک مربی تمام وقت شود، اما در این مرحله به دلیل احترام به خواسته‌های مادرش این دوره را دنبال نکرد.

## شوتوکان کاراته
در ۱ ژوئن ۱۹۲۱، اوتسوکا منکیو کایدن (گواهی تسلط و مجوز تدریس) را در شیندو یوشین-ریو جوجوتسو از ناکایاما تاتسوسابورو دریافت کرد. در حالی که یک مجوز معتبر، یک تصور غلط رایج این است که همراه با این گواهینامه، او «استاد بزرگ چهارم» شیندو یوشین-ریو شد. اما این نادرست است - استاد بزرگ سوم (تاتسو ماتسوکا) در واقع تقریباً ۸ سال بیشتر از اوتسوکا زندگی کرد.
با این حال، جوجوتسو به هنر اصلی او تبدیل نشد. در سال ۱۹۲۲، اوتسوکا تمرینات شوتوکان را زیر نظر فوناکوشی گیچین، که تازه‌وارد ژاپن شده بود، آغاز کرد. در سال ۱۹۲۷، او همچنین یک مطب پزشکی تأسیس کرد و در درمان آسیب‌های تمرینی هنرهای رزمی تخصص یافت.
در سال ۱۹۲۸، اوتسوکا دستیار مربی در مدرسه فوناکوشی بود. او همچنین تحت آموزش دیده موتوبو چوکی و مابونی کنوا و مورد مطالعه قرار کوبودو اوکیناوایی، در این زمان. اوتسوکا شروع به اختلافات فلسفی با فوناکوشی کرد، و راه این دو مرد در اوایل دهه ۱۹۳۰ از هم جدا شد. این ممکن است تا حدی ناشی از تصمیم او برای تمرین با موتوبو باشد. کاراته فوناکوشی بر کاتا، یک سری حرکات و تکنیک‌های مرتبط با اصول مبارزه تأکید داشت. فوناکوشی معتقد نبود که اسپارینگ برای تمرین واقع بینانه ضروری است. با این حال، موتوبو بر لزوم استفاده رایگان تأکید کرد و مجموعه‌ای از کومیته‌های دو نفره به نام یاکوسوکو کومیته را ایجاد کرد.

## وادو-ریو کاراته
در ۱ آوریل ۱۹۳۴، اوتسوکا مدرسه کاراته خود را به نام دای نیپون کاراته شینکو کای در ۶۳ بانچی سوهیرو-چو، کاندا، توکیو، توکیو افتتاح کرد. او کاراته شوتوکان را با دانش خود در شیندو یوشین-ریو جوجوتسو ترکیب کرد و کاراته وادو ریو را شکل داد، اگرچه این هنر بعدها چند سال بعد این نام را به خود گرفت. با به رسمیت شناختن سبک خود به عنوان یک سبک مستقل کاراته، اوتسوکا یک مربی تمام وقت شد. در سال ۱۹۴۰، سبک او در بوتوکوکای، کیوتو، برای نمایش هنرهای رزمی مختلف، همراه با شوتوکان، شیتوریو و گوجوریو ثبت شد.
پس از جنگ جهانی دوم، تمرین هنرهای رزمی در ژاپن ممنوع شد. اما پس از چند سال، این ممنوعیت برداشته شد. در دهه ۱۹۵۰، اوتسوکا مسابقات مختلف کاراته را برگزار کرد. در سال ۱۹۶۴، سه تن از شاگردان اوتسوکا، تاتسو سوزوکی، تورو آراکاوا، و هاجیمه تاکاشیما) از دانشگاه نیهون به اروپا و ایالات متحده آمریکا سفر کردند و کاراته وادوریو را به نمایش گذاشتند.

## زندگی بعدی
در ۲۹ آوریل ۱۹۶۶، امپراتور هیروهیتو به اوتسوکا نشان نشان خورشید فروزان درجه پنجم را به خاطر کمک‌هایش در کاراته اعطا کرد. در چند سال بعد، اوتسوکا دو کتاب در مورد کاراته نوشت: کاراته-دو، جلد یکم (۱۹۶۷، با تمرکز بر کاتا) و کاراته-دو، جلد دوم (۱۹۷۰، با تمرکز بر کومیته). در ۹ اکتبر ۱۹۷۲، فدراسیون بین‌المللی هنرهای رزمی کوکوسای بودوین (IMAF ژاپن) به اوتسوکا عنوان شدای کاراته دو میجین جودان (نسل اول استادان کاراته دارای دان ۱۰) را اعطا کرد. این اولین بار بود که این افتخار به یک کاراته‌کار اعطا می‌شد.
اوتسوکا به تدریس وادوریو کاراته در دهه ۸۰ میلادی مشغول بود و در تاریخ ۲۹ ژانویه سال ۱۹۸۲ درگذشت. در سال ۱۹۸۳، پسرش، جیرو اوتسوکا، دومین استاد بزرگ کاراته وادوریو شد و به احترام پدرش نام خود رو به «اوتسوکا هیرونوری دوم» تغییر داد.